# Brigitte Gapais-Dumont
Brigitte Gapais-Dumont (Saint-Fargeau-Ponthierry, 1944. április 25. – Concarneau, 2018. november 29.) olimpiai ezüstérmes francia tőrvívó.

## Sportpályafutása
Tőr csapatban az 1976-os montréali olimpián ezüstérmes lett Brigitte Latrille-lel, Christine Muzio-val, Claudette Herbster-Joslandnal és Véronique Trinquet-vel.
2018. november 29-én csapattársával Christine Muzioval egy napon hunyt el.